# Daniel Jadue
Óscar Daniel Jadue Jadue (nascido em 28 de junho de 1967) é um arquiteto, sociólogo e político chileno. Ele é membro do Partido Comunista do Chile e atualmente atua como prefeito de Recoleta.

## Infância e educação
Daniel Jadue nasceu em Recoleta, Santiago, filho dos proprietários de pequenos negócios Magaly del Carmen Jadue Jadue e Juan Fariz Jadue Jadue. Ele foi afastado de seu pai, que apoiava Augusto Pinochet, durante a maior parte de sua vida. Jadue é neto de imigrantes cristãos palestinos que chegaram ao Chile na primeira metade do século passado.
Ele se formou na Universidade do Chile com graduação em sociologia e arquitetura. Ele é formado em gestão da qualidade total pela Universidade Católica do Norte, mestre em planejamento urbano e especialista em habitação social, também pela Universidade do Chile.

## Carreira Profissional
Ele se especializou em gestão comunitária nos últimos 15 anos. Possui uma vasta carreira profissional ligada à gestão de desenvolvimento local e governos locais. Ele foi gerente de projetos de planos de desenvolvimento comunitário e planos regulatórios participativos em várias comunas chilenas. Ele também realizou pesquisas sobre qualidade de vida, gênero, crime juvenil, emprego e pobreza em cidades da América Latina e da Europa. Tem participado com apresentações em seminários internacionais sobre qualidade de vida, gênero, habitação e Controladoria social. Foi professor do Workshop de Arquitetura e Sociologia Urbana da Faculdade de Arquitetura e Urbanismo da Universidade do Chile. 
No campo da arquitetura, foi gerente de projetos em diversas obras públicas como a Câmara Municipal de Pichilemu, o Centro Cultural Estación Central, a Casa de Cultura Pedro Aguirre Cerda, o Parque Histórico Forte de Purén e a sede do Sindicato dos Supervisores da Mina Chuquicamata.
Foi assessor dos sindicatos de Chuquicamata em questões relacionadas com o processo de transformação de Chuquicamata em Zona Industrial exclusiva e de alguns sindicatos da área de criação de salmão na Região de Los Lagos na preparação de sua negociação coletiva.
Por mais de 5 anos, foi palestrante do talk show El Termómetro na Chilevisión e participou de um programa de análise política todas as sextas-feiras na Rádio Nuevo Mundo. Ele é um painelista frequente para análise de política internacional em emissoras de televisão internacionais como TeleSur, Russia Today, HispanTV e NTN24. Ele também é colunista do El Mostrador e da Radio Cooperativa.

## Carreira política

### Início
Sua carreira política começou dentro de organizações palestinas ligadas à Organização para a Libertação da Palestina durante os anos 1980. Ele foi presidente da União Geral de Estudantes Palestinos entre 1987 e 1991 e coordenador geral da Organização da Juventude Palestina da América Latina e Caribe entre 1991 e 1993.
Ele ingressou no Partido Comunista do Chile em 1993, um dia após a assinatura do Acordo de Oslo I. Foi secretário da Diretoria de Estudantes Comunistas e candidato à Federação de Estudantes da Universidade do Chile em 1996.
Ele concorreu sem sucesso ao congresso em 2001 e 2005. Ele também foi candidato a prefeito da Recoleta em 2004, 2008 e finalmente em 2012, quando ganhou a prefeitura. Hoje ele é membro do Comitê Central do Partido Comunista do Chile.
Desde 2003 é presidente do centro de desenvolvimento social e cultural La Chimba na Recoleta (Centro de Desarrollo Social e Cultural La Chimba, de Recoleta), que mantém, escolas secundárias populares, assistência jurídica e um sistema de atendimento gratuito atuação profissional para os conselhos de bairro da comuna da Recoleta desde 2006. O centro La Chimba também desenvolve um trabalho constante de educação popular para a democracia, a capacitação de lideranças sociais e a sustentabilidade ambiental.

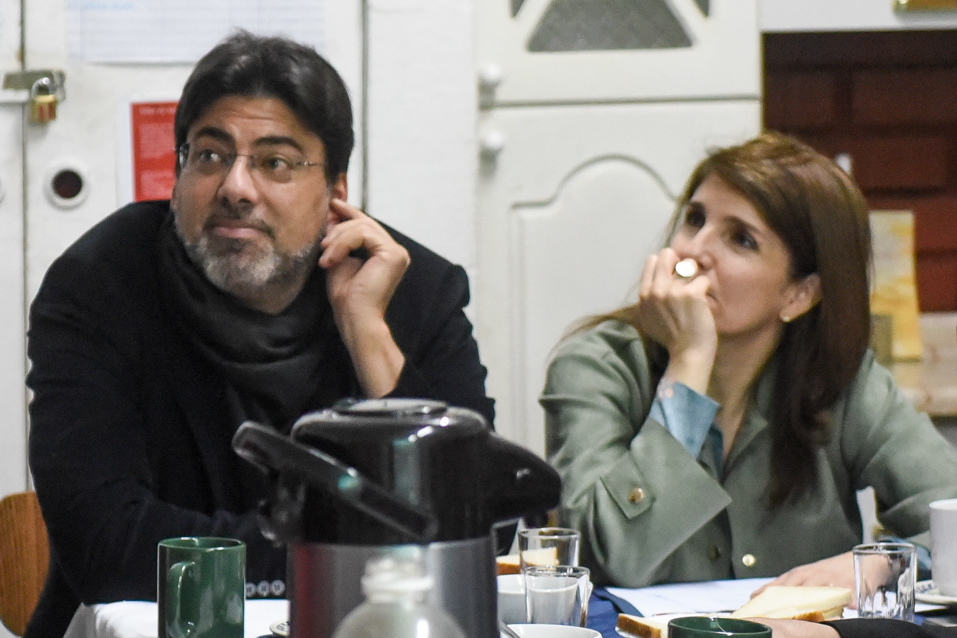
Jadue com a ministra da secretaria geral de governo Paula Narváez em 2017.

### Prefeito da recoleta
Jadue com a ministra da secretaria geral de governo Paula Narváez em 2017
Em 2012, apoiado no pacto Por um Chile Justo, que reúne diferentes partidos políticos e organizações sociais no Chile, concorreu pela terceira vez nas eleições municipais de Recoleta, obtendo a vitória com 41,68% dos votos. Como candidato a prefeito, comprometeu-se com um "programa de governo municipal participativo e cidadão" aderindo à iniciativa cidadã do VotaPrograma, um programa que atualmente está em desenvolvimento graças à participação de mais de 5 mil moradores que participaram do o Plano de Desenvolvimento Comunitário PLADECO.
No campo da cultura, destacou-se por trazer o Chile ao Festival Internacional de Música, Artes e Dança (WOMAD), criado por Peter Gabriel, e pela criação da Escola Popular de Teatro, entre outras políticas que visam massificar a criação cultural e o público cultural no município, por meio dos Festivais de Jazz e Teatro dos bairros.
Ele concorreu às eleições municipais do Chile em 2016 para continuar como prefeito da comuna da Recoleta. Foi reeleito com mais de 56% dos votos entre cinco candidatos e conseguiu integrar quatro vereadores comunistas ao conselho municipal.

### Campanha para Eleição Presidencial de 2021
Em 2020, Jadue disse que estava "absolutamente disponível" para ser presidente. Neste ano, várias pesquisas o colocaram como o candidato com mais votos nas futuras eleições. No entanto, Jadue perdeu nas primárias de sua aliança de esquerda para o moderado Gabriel Boric.